# Río Coello
Le río Coello est une rivière de Colombie et un affluent du río Magdalena.

## Géographie
La longueur est de 111,6 km
Le río Coello prend sa source dans la cordillère Centrale, dans le département de Tolima. Il coule ensuite vers l'est avant de rejoindre le río Magdalena au niveau de la municipalité de Coello.